# CD Monte Carlo
Der Clube Desportivo Monte Carlo (chinesisch 蒙地卡羅體育會), auch als CD Monte Carlo bekannt, ist ein 1984 gegründeter Fußballverein aus Taipa, Macau. Aktuell spielt der Verein in der ersten Liga, der Liga de Elite.

## Geschichte
CD Monte Carlo wurde 1984 gegründet und wird von den Fans „Os Canarinhos“ genannt. Der Verein stieg schnell in die Campeonato da 1ª Divisão do Futebol auf und gewann 2002 seinen ersten Meistertitel. Dem folgten bisher vier weitere, zuletzt 2013. Der größte internationale Erfolg war das Erreichen der 2. Qualifikationsrunde zur AFC Champions League 2002/03.

## Stadion
Der Verein trägt seine Heimspiele im Macau University of Science and Technology Sports Field (chinesisch 澳門科技大學運動場) aus. Das Stadion hat ein Fassungsvermögen von 1684 Personen.

## Erfolge
- Macauischer Meister: 2002, 2003, 2004, 2008, 2013
- Macauischer Vizemeister: 2006, 2011, 2012, 2017, 2022
- Macauischer Pokalsieger: 2023
- Macauischer Pokalfinalist: 2007, 2008, 2012, 2014, 2017, 2022

## Asienpokalbilanz
| Saison  | Wettbewerb           | Runde                  | Gegner          | Hinspiel | Rückspiel |
| ------- | -------------------- | ---------------------- | --------------- | -------- | --------- |
| 2002/03 | AFC Champions League | 2. Qualifikationsrunde | Daejeon Citizen | 1:5 (H)  | 0:3 (A)   |

## Erfolgreiche Spieler
- Domingos Chan
- Kin Seng Chan
- Kai Koi Lam
- Gil Ferreira
- Emmanuel Noruega